# Teoctisto
Teoctisto (in greco Θεόκτιστος?; ... – 20 novembre 855) è stato un politico bizantino durante il secondo quarto del IX secolo e de facto capo della reggenza di Michele III, dall'842 fino al suo assassinio dell'855.

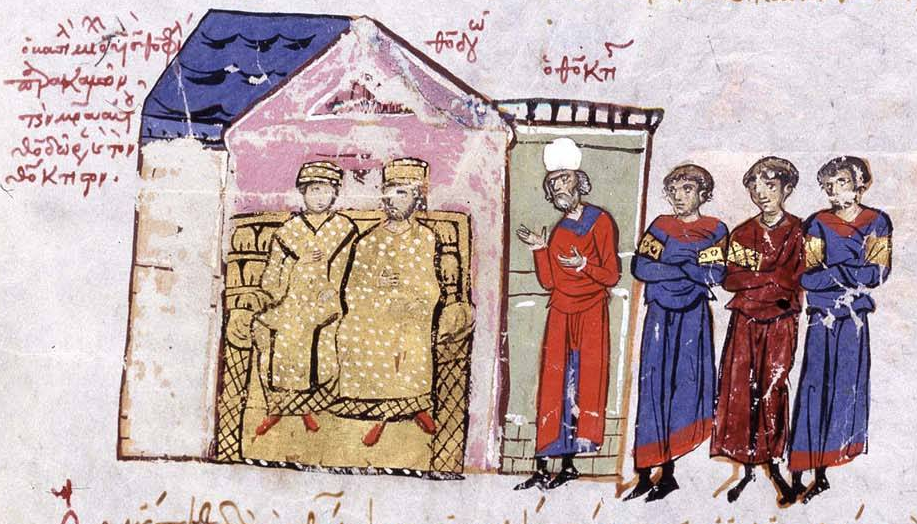
Michele III con Teodora e Teoctisto con il berretto bianco (dallo Scilitze di Madrid)

Era un eunuco e assistette all'ascesa al trono di Michele II nell'822 e venne insignito del titolo di patrikios e quindi di magistros. Tenne il posto di chartoularios tou kanikleiou e logothetēs tou dromou sotto Michele e suo figlio Teofilo. Dopo la morte di Teofilo, nell'842, Teoctisto divenne membro del Consiglio di Reggenza, ma ben presto riuscì ad emarginare gli altri membri e divenne il capo virtuale dell'Impero. Noto per la sua competenza amministrativa e politica, Teoctisto svolse un ruolo importante nel porre fine alla iconoclastia bizantina e favorì la rinascita in atto in materia di istruzione all'interno dell'Impero. Continuò la persecuzione dei pauliciani, ma ebbe alterne fortune nelle guerre contro gli arabi. Quando Michele III raggiunse la maggiore età, nel 855, suo zio Bardas lo convinse ad eliminare la guida di Teoctisto e di sua madre, l'imperatrice Teodora e il 20 novembre 855, Teoctisto venne assassinato da Bardas e dai suoi seguaci.

## Biografia
Nulla si conosce dei primi anni della sua vita. Viene definito un eunuco in Theophanes Continuatus e al-Tabari cosa che è generalmente accettata dagli studiosi moderni, anche se l'accusa del suo rivale Bardas di voler sposare l'imperatrice Teodora o una delle sue figlie appare incompatibile con questo. Nell'820 ricopriva una posizione non specificata alla corte dell'imperatore Leone V (813-822), possibilmente come un membro della guardia imperiale. Teoctisto svolse un ruolo importante nel complotto per assassinare Leone e venne ricompensato dal nuovo imperatore, Michele II (822-829), con la posizione di Patrikios ed il posto a corte riservato al chartularius tou kanikleiou ("segretario del calamaio"). Sotto il figlio di Michele e suo successore, Teofilo (829–842), continuò apparentemente ad essere un consulente di fiducia, mentre venne innalzato al rango di magistros e nominato Logothetes tou dromou, ovvero ministro degli Esteri dell'Impero. Un ulteriore segno di fiducia imperiale fu la nomina Teoctisto come un membro del Consiglio di Reggenza di Teofilo, il figlio di due anni di Michele III, poco prima della sua morte nel gennaio 842, a fianco dell'imperatrice-vedova Teodora e il magistros Manuele Armeno.

## Reggenza
Dopo la morte di Teofilo, il consiglio di reggenza assunse la gestione degli affari di stato. I fratelli di Teodora Bardas e Petronas e il suo parente Sergio Niketiate svolsero un ruolo importante nei primi giorni della reggenza.
La reggenza si mosse rapidamente per porre fine all'iconoclastia, che aveva dominato la vita politica e religiosa bizantina per oltre un secolo, con effetti deleteri. Nei primi mesi dell'843, un'assemblea di funzionari e chierici selezionati si riunì nella casa di Teoctisto. Il sinodo ripudiò l'iconoclastia, ribadì le decisioni del 787 secondo concilio di Nicea e depose il patriarca Giovanni Grammatico favorevole all'iconoclastia. Al suo posto venne eletto Metodio I che era stato imprigionato da Teofilo per le sue convinzioni iconofile. Da allora questo evento è ricordato come il "trionfo dell'ortodossia" dalla Chiesa ortodossa. Teoctisto svolse un ruolo importante in questi eventi: egli viene accreditato da quasi tutte le fonti - Teofane Continuato, Giuseppe Genesio, Giovanni Scilitze e Giovanni Zonara - come una forza trainante dietro il restauro delle icone e in particolare dietro la deposizione di Giovanni Grammatico. Egli è venerato come santo dalla chiesa ortodossa e ricordato il 20 ottobre.

Mappa dell'Asia Minore bizantina e i confini con gli arabi a metà del IX secolo.

Una settimana dopo, Teoctisto e Sergio Niketiate vennero inviati in una campagna per recuperare l'Emirato di Creta, che era stato conquistato negli anni 820 da esuli di Al-Andalus. La spedizione in un primo momento ottenne dei successi, appena l'esercito bizantino sbarcò e prese il controllo sulla maggior parte dell'isola, confinando gli andalusi alla loro capitale, Chandax. In questo frangente, Teoctisto apprese che, in sua assenza, Teodora aveva intenzione di porre il fratello Bardas sul trono imperiale. Egli abbandonò frettolosamente l'esercito nelle mani di Niketiate e ritornò a Costantinopoli, solo per apprendere che le voci erano false. Una volta a Costantinopoli, giunsero notizie di un'invasione dell'Asia Minore ad opera di Umar al-Aqta, emiro di Malatya. Teoctisto venne inviato alla testa di un esercito per affrontarlo, ma la battaglia di Mauropotamos si concluse con una sconfitta bizantina. Allo stesso tempo, il corpo di spedizione a Creta fu sconfitto e quasi annientato dagli andalusi, che uccisero Niketiate.
Nonostante il suo coinvolgimento personale in questi disastri militari, Teoctisto fu in grado di usarli per emarginare i suoi concorrenti: Bardas venne accusato delle diserzioni che afflissero i bizantini a Mauropotamos ed esiliato da Costantinopoli, mentre il magistros Manuele venne calunniato e costretto ad andare in pensione. Con la morte di Niketiate, Teoctisto era ora il capo indiscusso della reggenza, una posizione descritta dai cronisti bizantini, come Simeone Metafraste e Giorgio Monaco, come "paradynasteuon" dell'Augusta.
Teoctisto continuò la persecuzione dei pauliciani, che era stata avviata da Teodora nel 843. Molti si rifugiarono in territorio arabo, dove con l'aiuto di Umar al-Aqta, fondarono uno stato a Divriği sotto il loro capo Karbeas. Teoctisto concluse una tregua con il califfato abbaside e organizzò uno scambio di prigionieri che ebbe luogo il 16 settembre 845. Tuttavia, nello stesso anno, i prigionieri bizantini sopravvissuti al sacco di Amorio dell'842 vennero giustiziati nella capitale abbaside, Samarra. Dopo l'845, le incursioni arabe nell'est si attenuarono per alcuni anni dopo una scorreria invernale lanciata da Ahmad al-Bahili, emiro abbaside di Tarso, che venne sconfitto dallo strategos di Kappadokia. Non ricominciarono fino al 851, quando il nuovo emiro di Tarso, 'Alī ibn Yaḥyā al-Armanī, lanciò delle incursioni estive per tre anni consecutivi, anche se con un impatto poco evidente. I bizantini risposero con una spedizione navale nell'853 che saccheggiò il porto di Damietta in Egitto, mentre l'anno seguente un esercito bizantino invase le terre arabe in Cilicia e saccheggiò Anazarbe. Vennero presi circa 20000 prigionieri, alcuni dei quali vennero giustiziati, su ordine di Teoctisto, dopo essersi rifiutati di convertirsi al cristianesimo, probabilmente in segno di rappresaglia per l'esecuzione, da parte del Califfato, dei prigionieri di Amorio nell'845.
A nord, la frontiera con il primo impero bulgaro rimase tranquilla, tranne che per una incursione di proto-bulgari che venne sconfitta, portando ad un periodo di 30 anni di pace, che fu poi riconfermato dal nuovo Khan Boris (852-889). Bisanzio quindi godette di un periodo di pace, almeno in Oriente, mentre il governo bizantino non si dimostrò in grado di fermare il corso della conquista islamica della Sicilia. Modica cadde nell'845, ma anche se Costantinopoli utilizzò la relativa calma ad Oriente per inviare rinforzi nell'isola, i bizantini vennero pesantemente sconfitti a Butera, dove persero circa 10000 uomini. Sulla scia di questo disastro, Leontini nell'846 e poi Ragusa nell'848 caddero ai musulmani, mentre fallì un tentativo della flotta bizantina di sbarcare truppe vicino a Palermo nell'inverno 847/848. Negli anni seguenti, i musulmani fecero incursioni incontrastate nei territori bizantini sulla metà orientale dell'isola, catturando varie fortezze minori e ottenendo riscatti e prigionieri dalle altre.
Delle politiche interne di Teoctisto sopravvivono soltanto alcune frammentarie evidenze. L'Oxford Dictionary of Byzantium sostiene che "continuò le sane politiche fiscali di Teofilo", che condussero ad accumulare una considerevole riserva monetaria nella tesoreria imperiale, per un ammontare di 19000 libbre di oro e 30000 d'argento nell'856. Promosse inoltre la carriera di Costantino Cirillo, che incontrò la prima volta nell'842, aiutandolo ad acquisire una buona istruzione e più tardi a trovare un posto di Chartophylax nella biblioteca patriarcale, dopo che Costantino respinse l'offerta di diventare strategos provinciale. La sponsorizzazione, da parte di Teoctisto, di uomini come Costantino e Leone il Matematico contribuì alla rinascita del sapere laico a Bisanzio. Teoctisto fu anche impegnato in attività di costruzione, erigendo nuove strutture nelle vicinanze del Gran Palazzo di Costantinopoli, l'installazione di una nuova porta di ferro nella Chalke, oltre alla sponsorizzazione di edifici non specificati nella periferia del suburbio Tracio di Costantinopoli, in particolare a Selimbria.

## Caduta e morte
Nell'855, Michele III compì quindici anni e pertanto giunse nominalmente in età per ascendere al trono. La madre e Teoctisto sottovalutarono il desiderio del giovane imperatore di liberarsi della loro custodia e lo contrariarono ulteriormente quando organizzarono una grande festa nella quale scelsero Eudocia Decapolitissa come futura sposa del giovane imperatore, ignorando l'attaccamento di Michele per la sua amante, Eudokia Ingerina. Il fratello di Teodora, Bardas, fu in grado di utilizzare il risentimento di Michele per cominciare a metterlo contro la reggenza. Con il sostegno di Michele, Bardas tornò nella capitale e il 20 novembre 855, Teoctisto venne assassinato. Teodora fu costretta a ritirarsi in un monastero pochi mesi più tardi, ponendo così fine alla reggenza.